# Víktor Vasin
Víktor Vladímirovich Vasin (en ruso: Виктор Владимирович Васин; Leningrado, Unión Soviética, 6 de octubre de 1988) es un exfutbolista ruso que jugaba de defensa.

## Selección nacional
Su primera llamada a la selección de Rusia y debut fue en un amistoso contra Bélgica el 17 de noviembre de 2010.

### Goles internacionales
Actualizado hasta el 14 de noviembre de 2017.
| Goles internacionales | Goles internacionales | Goles internacionales            | Goles internacionales | Goles internacionales | Goles internacionales | Goles internacionales | Goles internacionales |
| #                     | Fecha                 | Estadio                          | Rival                 | Resultado             | Goles                 | Competición           |                       |
| --------------------- | --------------------- | -------------------------------- | --------------------- | --------------------- | --------------------- | --------------------- | --------------------- |
| 1                     | 28 de marzo de 2017   | Estadio Olímpico de Sochi, Sochi | Bélgica               | 3 – 3                 |                       | Amistoso              |                       |
| 2                     | 9 de junio de 2017    | Arena CSKA, Moscú                | Chile                 | 1 – 1                 |                       | Amistoso              |                       |

## Estadísticas

### Clubes
Actualizado al último partido disputado en su carrera.
| Club                             | Div.          | Temporada     | Liga  | Liga  | Copa nacional | Copa nacional | Copa internacional | Copa internacional | Total | Total |
| Club                             | Div.          | Temporada     | Part. | Goles | Part.         | Goles         | Part.              | Goles              | Part. | Goles |
| -------------------------------- | ------------- | ------------- | ----- | ----- | ------------- | ------------- | ------------------ | ------------------ | ----- | ----- |
| P. F. C. Spartak Nalchik · Rusia | 1.ª           | 2006          | 0     | 0     | 0             | 0             | —                  | —                  | 0     | 0     |
| P. F. C. Spartak Nalchik · Rusia | 1.ª           | 2007          | 1     | 0     | 0             | 0             | —                  | —                  | 1     | 0     |
| P. F. C. Spartak Nalchik · Rusia | 1.ª           | 2008          | 4     | 0     | 0             | 0             | —                  | —                  | 4     | 0     |
| F. C. Nizhny Novgorod · Rusia    | 2.ª           | 2009          | 31    | 1     | 3             | 1             | —                  | —                  | 34    | 2     |
| F. C. Nizhny Novgorod · Rusia    | Total club    | Total club    | 31    | 1     | 3             | 1             | —                  | —                  | 34    | 2     |
| P. F. C. Spartak Nalchik · Rusia | 1.ª           | 2010          | 20    | 1     | 1             | 0             | —                  | —                  | 21    | 1     |
| P. F. C. Spartak Nalchik · Rusia | Total club    | Total club    | 25    | 1     | 1             | 0             | —                  | —                  | 26    | 1     |
| P. F. C. CSKA Moscú · Rusia      | 1.ª           | 2011-12       | 4     | 0     | 0             | 0             | 0                  | 0                  | 4     | 0     |
| P. F. C. CSKA Moscú · Rusia      | 1.ª           | 2012-13       | 0     | 0     | 3             | 0             | 0                  | 0                  | 3     | 0     |
| P. F. C. CSKA Moscú · Rusia      | 1.ª           | 2013-14       | 0     | 0     | 1             | 0             | 0                  | 0                  | 1     | 0     |
| Mordovia Saransk · Rusia         | 1.ª           | 2014-15       | 30    | 2     | 3             | 2             | —                  | —                  | 33    | 4     |
| Mordovia Saransk · Rusia         | Total club    | Total club    | 30    | 2     | 3             | 2             | —                  | —                  | 33    | 4     |
| P. F. C. CSKA Moscú · Rusia      | 1.ª           | 2015-16       | 3     | 0     | 3             | 0             | 1                  | 0                  | 7     | 0     |
| F. C. Ufa · Rusia                | 1.ª           | 2016-17       | 17    | 0     | 0             | 0             | —                  | —                  | 17    | 0     |
| F. C. Ufa · Rusia                | Total club    | Total club    | 17    | 0     | 0             | 0             | —                  | —                  | 17    | 0     |
| P. F. C. CSKA Moscú · Rusia      | 1.ª           | 2016-17       | 13    | 0     | 0             | 0             | —                  | —                  | 13    | 0     |
| P. F. C. CSKA Moscú · Rusia      | 1.ª           | 2017-18       | 16    | 2     | 1             | 0             | 12                 | 0                  | 29    | 2     |
| P. F. C. CSKA Moscú · Rusia      | 1.ª           | 2018-19       | 6     | 0     | 0             | 0             | 0                  | 0                  | 6     | 0     |
| P. F. C. CSKA Moscú · Rusia      | 1.ª           | 2019-20       | 11    | 0     | 1             | 0             | 0                  | 0                  | 12    | 0     |
| P. F. C. CSKA Moscú · Rusia      | 1.ª           | 2020-21       | 13    | 0     | 1             | 0             | 3                  | 0                  | 17    | 0     |
| P. F. C. CSKA Moscú · Rusia      | 1.ª           | 2021-22       | 5     | 0     | 1             | 0             | ―                  | ―                  | 6     | 0     |
| P. F. C. CSKA Moscú · Rusia      | Total club    | Total club    | 71    | 2     | 11            | 0             | 16                 | 0                  | 98    | 2     |
| F. C. Kairat Almaty · Kazajistán | 1.ª           | 2022          | 24    | 2     | 6             | 1             | 2                  | 0                  | 32    | 3     |
| F. C. Kairat Almaty · Kazajistán | 1.ª           | 2023          | 23    | 1     | 2             | 0             | ―                  | ―                  | 25    | 1     |
| F. C. Kairat Almaty · Kazajistán | 1.ª           | 2024          | 8     | 0     | 1             | 0             | ―                  | ―                  | 9     | 0     |
| F. C. Kairat Almaty · Kazajistán | Total club    | Total club    | 55    | 3     | 9             | 1             | 2                  | 0                  | 66    | 4     |
| Total carrera                    | Total carrera | Total carrera | 224   | 9     | 27            | 4             | 18                 | 0                  | 269   | 13    |

### Selección nacional
| Selección        | Temporada     | Encuentros | Encuentros |
| Selección        | Temporada     | Part.      | Goles      |
| ---------------- | ------------- | ---------- | ---------- |
| Sub-21 · Rusia   | 2010          | 1          | 0          |
| Sub-21 · Rusia   | Total         | 1          | 0          |
| Absoluta · Rusia |               |            |            |
| 2010             | 1             | 0          |            |
| 2015             | 1             | 0          |            |
| 2016             | 1             | 0          |            |
| 2017             | 10            | 2          |            |
| Total            | 13            | 2          |            |
| Total carrera    | Total carrera | 14         | 2          |

## Palmarés

### Títulos nacionales
| Título                | Club                | País  | Año     |
| --------------------- | ------------------- | ----- | ------- |
| Liga Premier de Rusia | P. F. C. CSKA Moscú | Rusia | 2012-13 |
| Copa de Rusia         | P. F. C. CSKA Moscú | Rusia | 2012-13 |
| Supercopa de Rusia    | P. F. C. CSKA Moscú | Rusia | 2013    |
| Liga Premier de Rusia | P. F. C. CSKA Moscú | Rusia | 2013-14 |
| Supercopa de Rusia    | P. F. C. CSKA Moscú | Rusia | 2018    |